# Elezioni parlamentari a Cuba del 1950
Le elezioni parlamentari a Cuba del 1950 si tennero il 1º giugno. Le elezioni furono vinte dall'alleanza del Partito Autentico, del Partito Democratico e del Partito Liberale Autonomista, che ottenne 42 seggi su 70. Si trattò delle ultime elezioni libere a Cuba tenutesi a livello nazionale fino alle elezioni parlamentari del 1976.

## Risultati
| Liste                                                                  | Voti | %     | Seggi |
| ---------------------------------------------------------------------- | ---- | ----- | ----- |
| Partito Autentico - Partito Democratico - Partito Liberale Autonomista |      | 60,00 | 42    |
| Partito Ortodosso                                                      |      | 12,86 | 9     |
| Partito Repubblicano                                                   |      | 10,00 | 7     |
| Partito d'Azione Progressista                                          |      | 5,72  | 4     |
| Partito Socialista Popolare                                            |      | 5,71  | 4     |
| Partito d'Azione Unita                                                 |      | 5,71  | 4     |
| Totale                                                                 |      | 100   | 70    |